# Thái độ

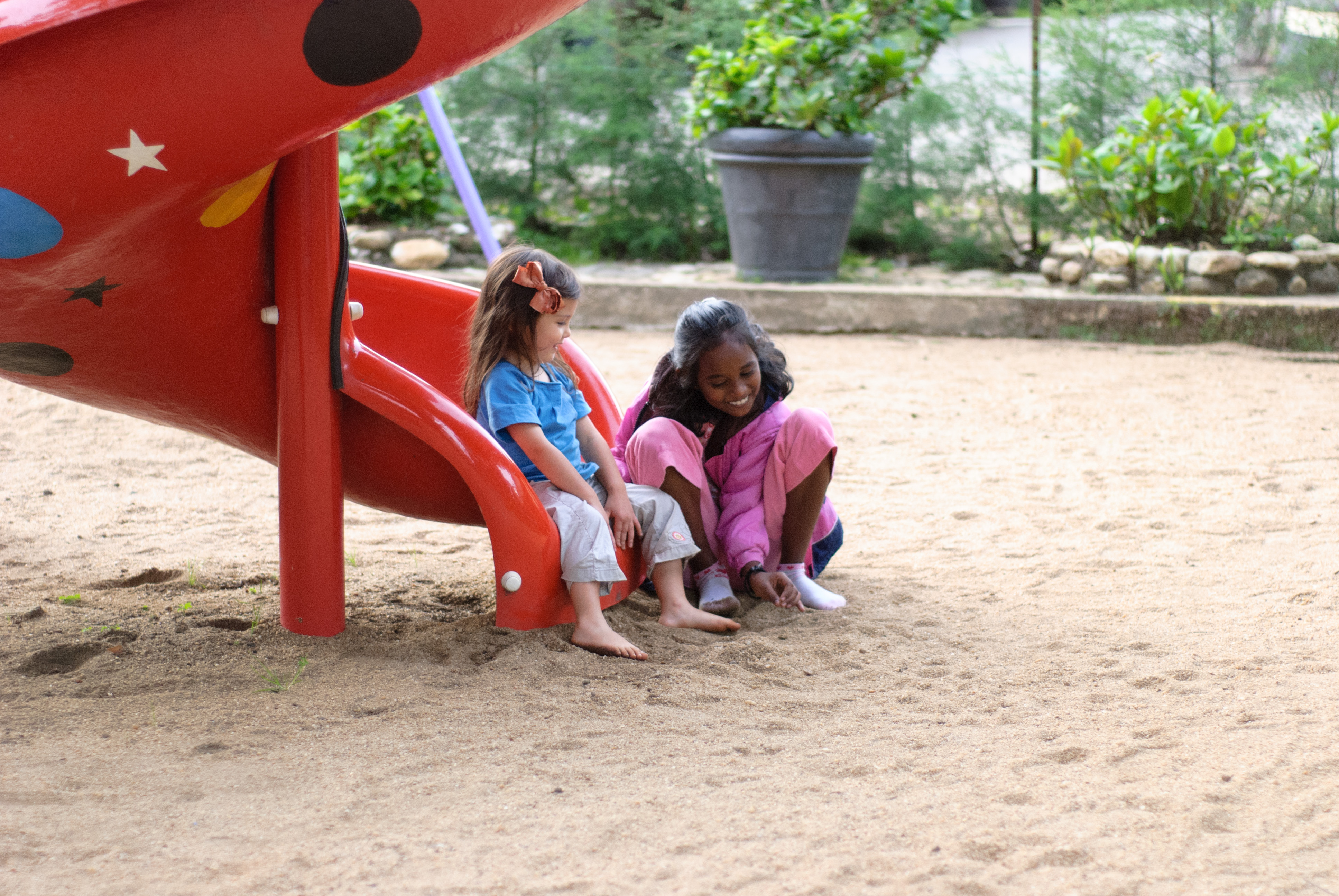
Hai đứa trẻ ở sân chơi trò chuyện và thể hiện thái độ tích cực.

Trong tâm lý học, thái độ là một khái niệm tâm lý, là một tình cảm và quan điểm tinh thần tồn tại hoặc đặc trưng cho một người, đối với cách họ tiếp cận một vấn đề hoặc quan điểm cá nhân về nó. Thái độ bao gồm tư duy, quan điểm và cảm xúc của người đó. Thái độ phức tạp và được hình thành thông qua trải nghiệm trong cuộc sống. Nó là tâm trạng sẵn có của một người đối với một giá trị cụ thể và được kích thích thông qua phản ứng đối với bản thân, một người, nơi chốn, vật thể hoặc sự kiện (đối tượng thái độ) và ảnh hưởng đến suy nghĩ và hành động của người đó.
Một cách đơn giản, thái độ trong tâm lý học là cảm xúc của người cá nhân về bản thân và thế giới. Nhà tâm lý học nổi tiếng Gordon Allport mô tả khái niệm tâm lý tiềm ẩn này như "khái niệm quan trọng và không thể thiếu nhất trong tâm lý xã hội đương đại." Thái độ có thể hình thành từ quá khứ và hiện tại của một người. Các chủ đề quan trọng trong nghiên cứu về thái độ bao gồm độ mạnh của thái độ, thay đổi thái độ, hành vi người tiêu dùng, và mối quan hệ giữa thái độ và hành vi.